# Csiklény
Csiklény románul: Cicleni, falu Romániában, a Bánságban, Krassó-Szörény megyében.

## Fekvése
Karánsebestől keletre fekvő település.

## Nevének eredete
Nevét a mellette elfolyó Csiklén patakról, csermelyről kapta.

## Története
Csiklény nevét 1572-ben említette először oklevél Chyklen néven.
1603-ban Cziklén, 1671-ben Sziklény 1808 Csiklen, 1888-ban és 1913-ban Csiklény néven volt említve.
1572-ben Chyklen és Bolvasnicza  részbirtokosa Margay Miklós volt, aki birtokrészét ez évben Osztrovy Gáspárnak száz forintért elzálogosította.
1599-ben Motniky Ferenc özvegye Erzsébet végrendeletében intézkedett Mészfalu és Csiklén faluban levő részbirtokáról Simon János fiainak javára.
Az 1603 évi portális összeírás szerint Cziklén birtokosai Osztrovy Gáspár és Mutnoki Ferenc voltak, 1671-ben pedig Braila Pétert is említették, mint odavaló lakost.
A 18. században, a török háborúk alatt a falut felégették. Az eddig elszórt házakból álló falu, új, mai helyén épült fel újra.
A katonai határőrvidék fennállásakor Csiklén az oláh-bánsági határőrezredhez tartozott.
A trianoni békeszerződés előtt Krassó-Szörény vármegye Karánsebesi járásához tartozott.
1910-ben 214 görög keleti ortodox román lakosa volt.

## Források

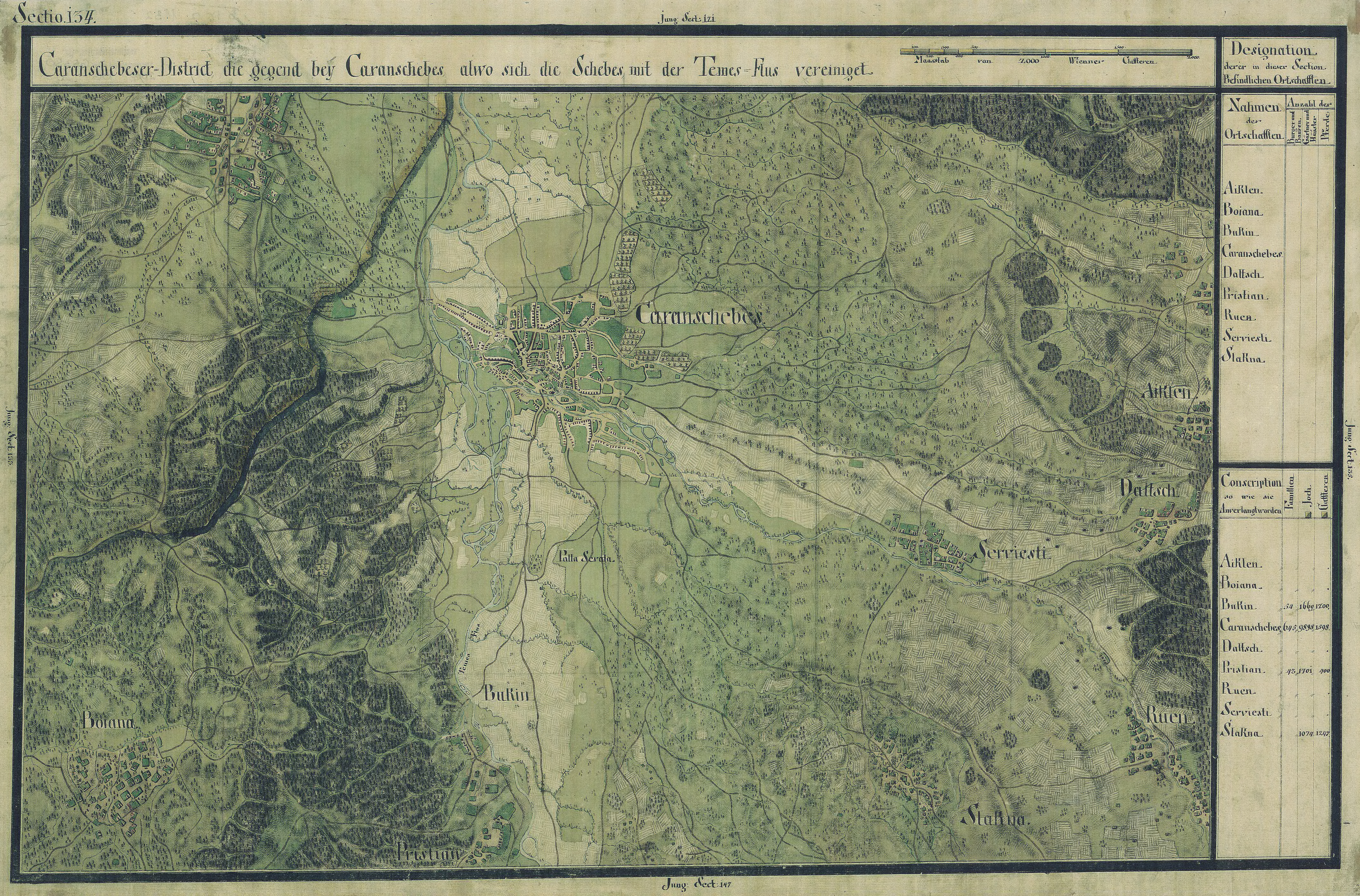
Csiklény egy régi térképen